# Dexter (franchise)
Pour les articles homonymes, voir Dexter.
Production
Diffusion
La franchise Dexter est une franchise médiatique dramatique et policière télévisée américaine créée par James Manos Jr., d'aprés le roman Ce cher Dexter.

## Aperçu

### Dexter(2006 - 2013)
Brillant expert scientifique du service médico-légal de la police de Miami, Dexter Morgan est spécialisé dans l'analyse de prélèvements sanguins. Mais Dexter cache un terrible secret : il est également tueur en série. Cependant, il n'est pas un serial killer comme les autres : il tue des criminels, en ayant sa propre vision de la justice.

### Dexter: New Blood(2021 - 2022)
Dix ans après sa disparition dans la tourmente de l'ouragan Laura, Dexter Morgan vit désormais loin de Miami, sous une autre identité, dans la petite ville d'Iron Lake, dans l'Etat de New York. L'ex-expert médico-légal de la police voit ses vieux démons refaire surface à la suite d'événements inattendus troublant sa routine.

### Dexter: Les Origines(2024 - en cours)
En 1991 à Miami, Dexter est un étudiant en passe de devenir un tueur en série. Lorsque ses pulsions sanguinaires ne peuvent plus être ignorées, le jeune homme trouve réconfort et compréhension auprès de Harry, son père adoptif. Celui-ci lui enseigne des règles pour l’aider à repérer et à tuer des personnes qui méritent de mourir, tout en évitant de se faire coincer par les forces de l’ordre. C’est un défi particulier pour le stagiaire débutant en médecine légale au département de police de Miami.

### Dexter: Resurrection(2025 - en cours)
Après s'être fait tirer dessus par son fils Harisson, Dexter est transporté à l'hôpital et échappe de peu à la mort.

## Chronologie
| Series                | Saison de diffusion | Saison de diffusion | Saison de diffusion | Saison de diffusion | Saison de diffusion | Saison de diffusion | Saison de diffusion | Saison de diffusion | Saison de diffusion | Saison de diffusion | Saison de diffusion | Saison de diffusion | Saison de diffusion | Saison de diffusion | Saison de diffusion | Saison de diffusion | Saison de diffusion | Saison de diffusion | Saison de diffusion |
| Series                | 2006–07             | 2007–08             | 2008–09             | 2009–10             | 2010–11             | 2011–12             | 2012–13             | 2013–14             | 2014–15             | 2015–16             | 2016–17             | 2017–18             | 2018–19             | 2019–20             | 2020–21             | 2021–22             | 2022–23             | 2023–24             | 2024–25             |
| --------------------- | ------------------- | ------------------- | ------------------- | ------------------- | ------------------- | ------------------- | ------------------- | ------------------- | ------------------- | ------------------- | ------------------- | ------------------- | ------------------- | ------------------- | ------------------- | ------------------- | ------------------- | ------------------- | ------------------- |
| Dexter                | 1                   | 2                   | 3                   | 4                   | 5                   | 6                   | 7                   | 8                   |                     |                     |                     |                     |                     |                     |                     |                     |                     |                     |                     |
| Dexter: New Blood     |                     |                     |                     |                     |                     |                     |                     |                     |                     |                     |                     |                     |                     |                     |                     | 1                   |                     |                     |                     |
| Dexter : Les Origines |                     |                     |                     |                     |                     |                     |                     |                     |                     |                     |                     |                     |                     |                     |                     |                     |                     |                     | 1                   |
| Dexter: Resurrection  |                     |                     |                     |                     |                     |                     |                     |                     |                     |                     |                     |                     |                     |                     |                     |                     |                     |                     | 1                   |

## Accueil

### Audience
Sur le site de Rotten Tomatoes, la série mère obtient une critique de 71% d'appréciation sur un total de 239 critiques. Sur Metacritic, la série obtient un score de 7.9 sur 10 sur 5960 critiques. Le personnage de Dexter est alors considéré comme "l'un des personnages les plus fascinants de la télévision." selon Barry Garron du Hollywood Reporter.
| Serie        | Allociné            | Imdb                   | Rotten Tomatoes | Metacritic          |
| ------------ | ------------------- | ---------------------- | --------------- | ------------------- |
| Dexter       | 4,4/5 (67444 notes) | 8,6/10 (817 000 notes) | 71% (239 notes) | 7,9/10 (5960 notes) |
| New Blood    | 3,9/5 (2732 notes)  | 8/10 (113 000 notes)   | 77% (54 notes)  | 6,1/10 (219 notes)  |
| Original Sin | 3,9/5 (53 notes)    | 8,3/10 (11 000 notes)  | 73% (9 notes)   | 6,7/10 (60 notes)   |

## Personnages principaux
Le tableau suivant répertorie uniquement les acteurs principaux, classés en fonction du nombre d'épisodes dans lesquels ils ont joué
Légende :
en vert = acteurs principaux ;
en rouge = acteurs récurrents puis principaux ;
en bleu = acteurs invités.
| Acteur                                                       | VF                 | Personnage                | Dexter     | Dexter     | Dexter     | Dexter     | Dexter     | Dexter     | Dexter     | Dexter     | Spin off   | Spin off              | Spin off             |
| Acteur                                                       | VF                 | Personnage                | Saison 1   | Saison 2   | Saison 3   | Saison 4   | Saison 5   | Saison 6   | Saison 7   | Saison 8   | New Blood  | Dexter : Les Origines | Dexter: Resurrection |
| ------------------------------------------------------------ | ------------------ | ------------------------- | ---------- | ---------- | ---------- | ---------- | ---------- | ---------- | ---------- | ---------- | ---------- | --------------------- | -------------------- |
| Michael C. Hall / Patrick Gibson                             | Patrick Mancini    | Dexter Morgan             | Principal  | Principal  | Principal  | Principal  | Principal  | Principal  | Principal  | Principal  | Principal  | Principal             | Principal            |
| Jennifer Carpenter / Molly Brown                             | Stéphanie Hédin    | Debra Morgan              | Principale | Principale | Principale | Principale | Principale | Principale | Principale | Principale | Principale | Principale            |                      |
| David Zayas / James Martinez                                 | Enrique Carballido | Angelo « Angel » Batista  | Principal  | Principal  | Principal  | Principal  | Principal  | Principal  | Principal  | Principal  | Invité     | Principal             | Principal            |
| James Remar / Christian Slater                               | Patrice Baudrier   | Harrison « Harry » Morgan | Principal  | Principal  | Principal  | Principal  | Principal  | Principal  | Principal  | Principal  |            | Principal             | Principal            |
| Lauren Vélez / Christina Milian                              | Marie Vincent      | Maria LaGuerta            | Principale | Principale | Principale | Principale | Principale | Principale | Principale |            |            | Principal             |                      |
| Julie Benz                                                   | Anneliese Fromont  | Rita Bennett              | Principale | Principale | Principale | Principale | Invitée    |            |            |            |            |                       |                      |
| Erik King                                                    | Patrick Bonnel     | James Doakes              | Principal  | Principal  |            |            |            |            | Invité     |            |            |                       |                      |
| C. S. Lee / Alex Shimizu                                     | Pierre Val         | Vincent « Vince » Masuka  | Récurrent  | Principal  | Principal  | Principal  | Principal  | Principal  | Principal  | Principal  |            | Principal             |                      |
| Geoff Pierson                                                | Jean Barney        | Thomas « Tom » Matthews   | Récurrent  | Récurrent  |            | Récurrent  | Invité     | Récurrent  | Récurrent  | Principal  |            |                       |                      |
| Desmond Harrington                                           | Stéphane Fourreau  | Joseph « Joey » Quinn     |            |            | Récurrent  | Principal  | Principal  | Principal  | Principal  | Principal  |            |                       |                      |
| Luke et Evan Kruntchev, Jadon Wells (s8) // Jack Alcott (s9) | Arthur Raynal      | Harrison Morgan           |            |            |            | Récurrent  | Récurrent  | Récurrent  | Récurrent  | Récurrent  | Principal  |                       |                      |
| Aimee Garcia                                                 | Cécile D'Orlando   | Jamie Batista             |            |            |            |            |            | Récurrente | Récurrente | Principale |            |                       |                      |
| Yvonne Strahovski                                            | Laura Blanc        | Hannah McKay              |            |            |            |            |            |            | Principale | Principale |            |                       |                      |
| Julia Jones                                                  | Pascale Mompez     | Angela Bishop             |            |            |            |            |            |            |            |            | Principale |                       |                      |
| Johnny Sequoyah                                              | Valérie Bescht     | Audrey Bishop             |            |            |            |            |            |            |            |            | Principale |                       |                      |
| Alano Miller                                                 | Eilias Changuel    | Sergent Logan             |            |            |            |            |            |            |            |            | Principal  |                       |                      |
| Patrick Dempsey                                              |                    | Aaron Spencer             |            |            |            |            |            |            |            |            |            | Principal             |                      |
| Reno Wilson                                                  |                    | Bobby Watt                |            |            |            |            |            |            |            |            |            | Principal             |                      |
| Sarah Michelle Gellar                                        |                    | Tanya Martin              |            |            |            |            |            |            |            |            |            | Principal             |                      |

Photos des acteurs principaux
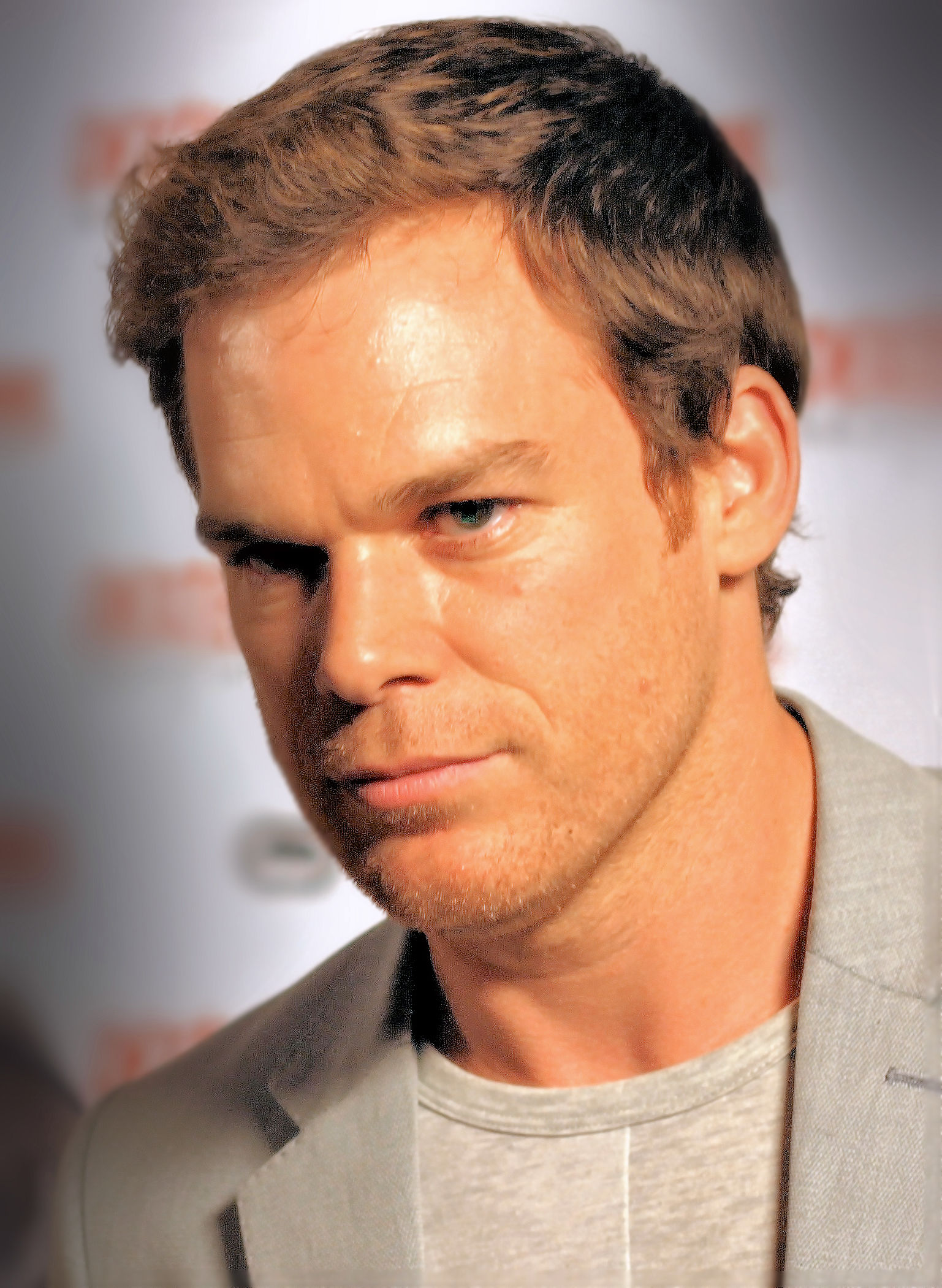
Michael C. Hall interprète Dexter Morgan
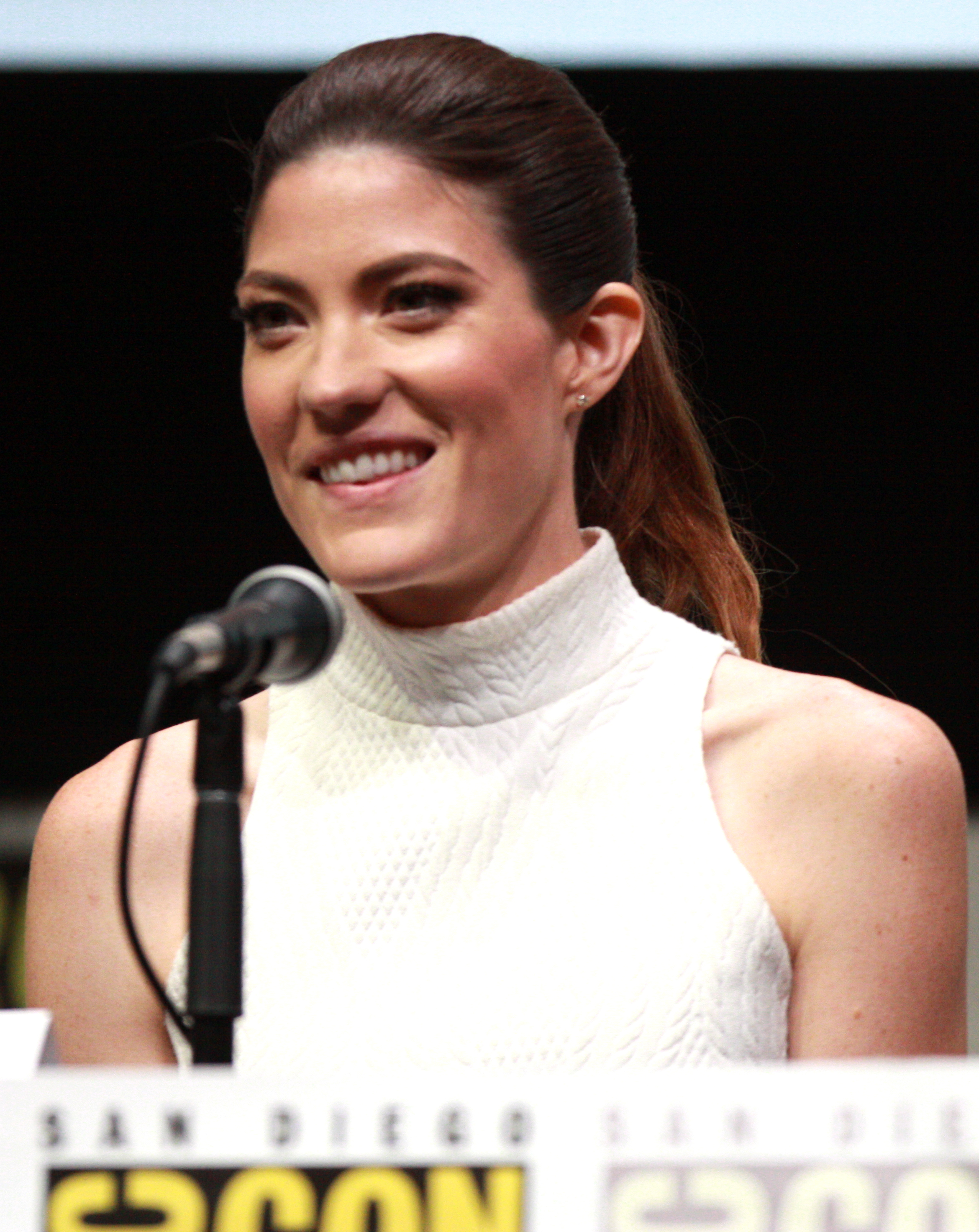
Jennifer Carpenter interprète Debra Morgan
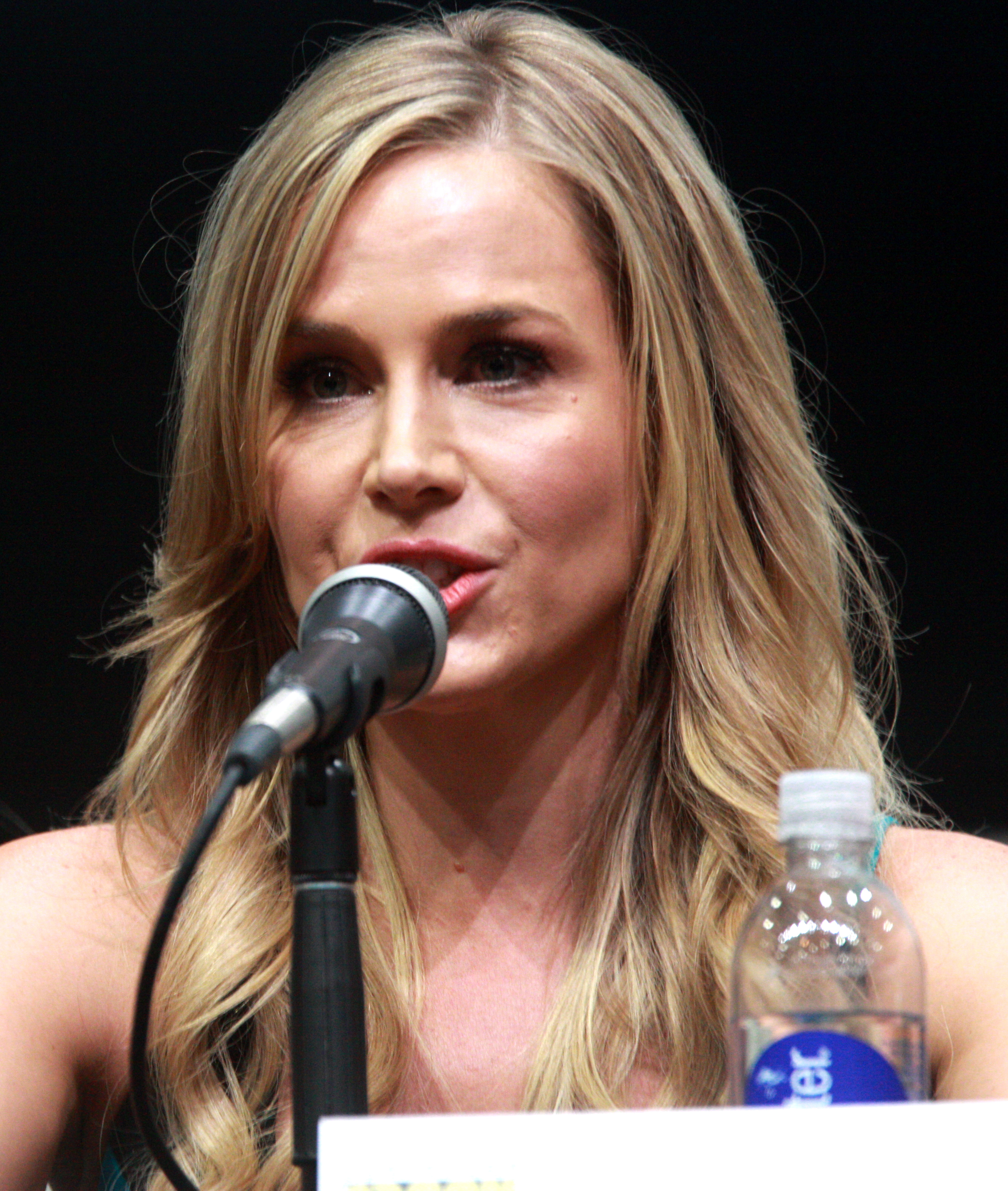
Julie Benz interprète Rita Bennett
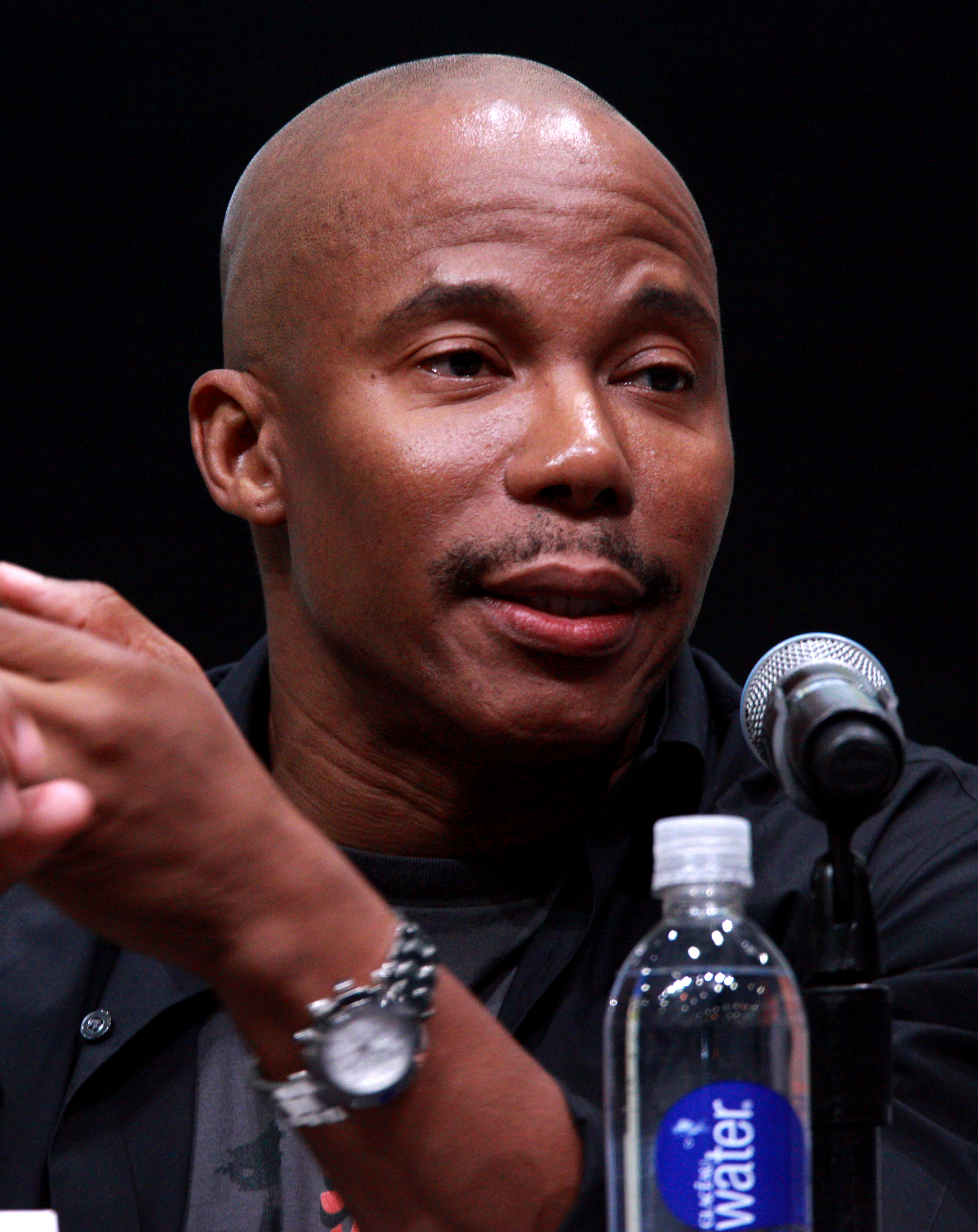
Erik King interprète James Doakes
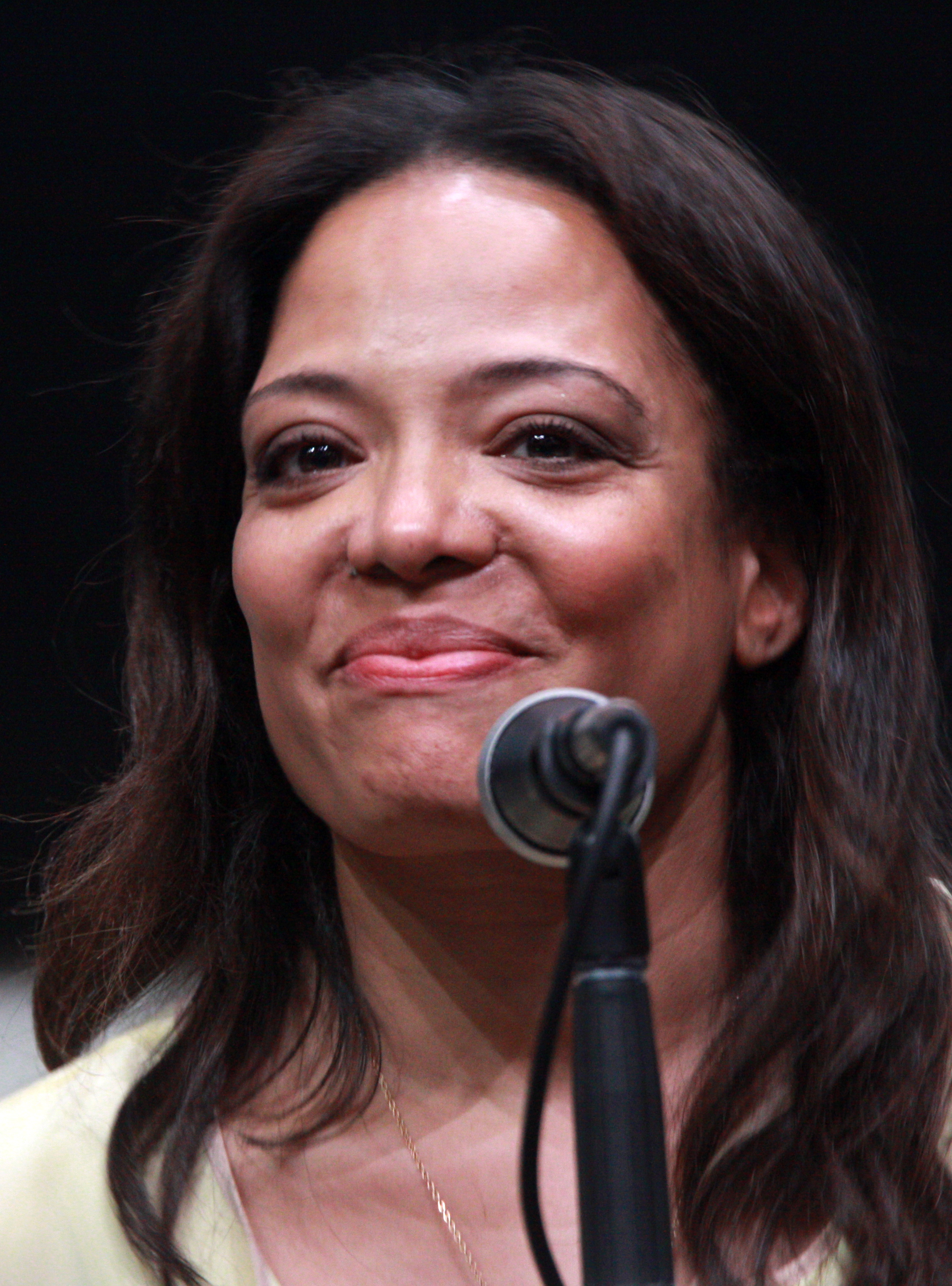
Lauren Vélez interprète Maria LaGuerta
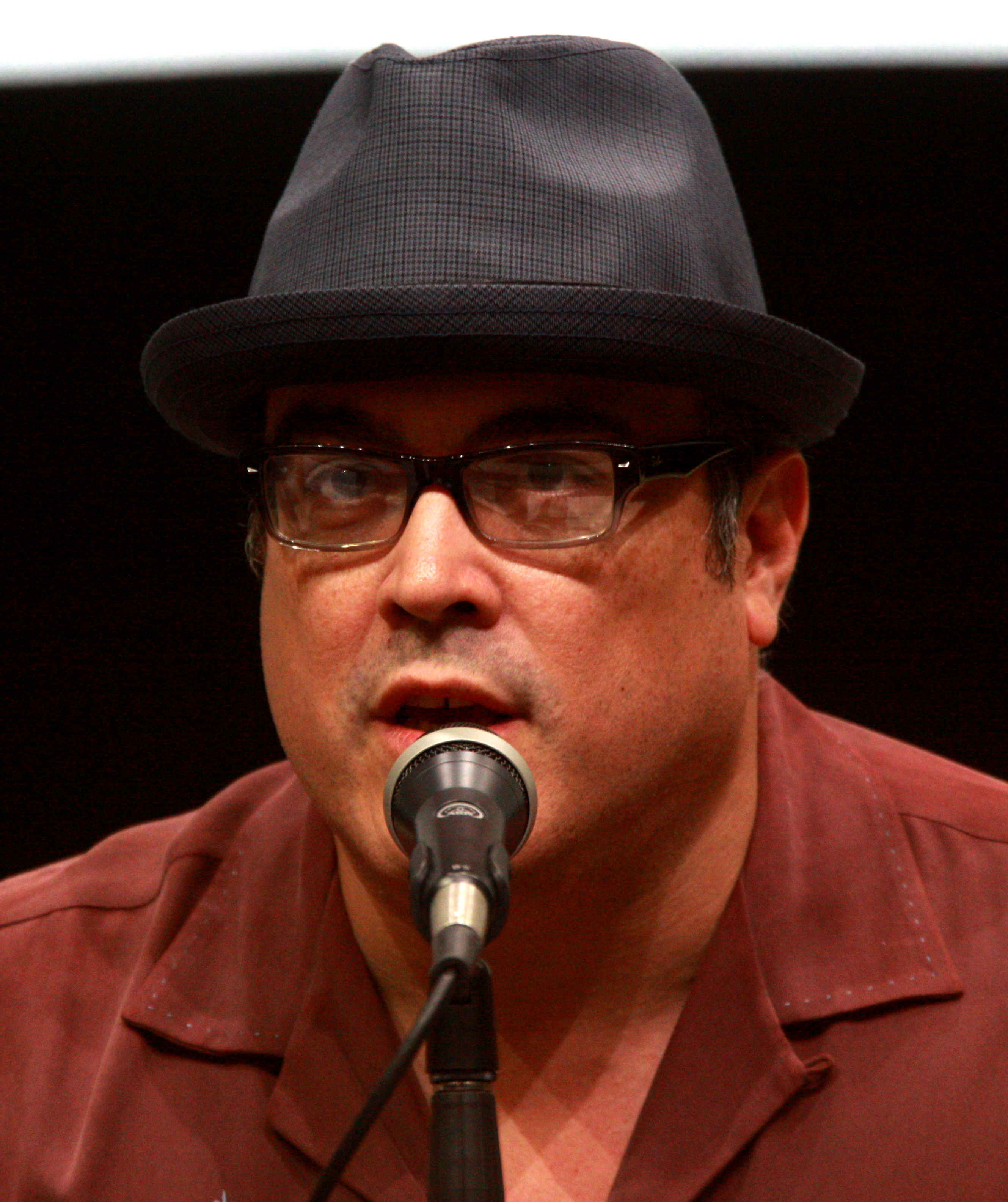
David Zayas interprète Angel Batista
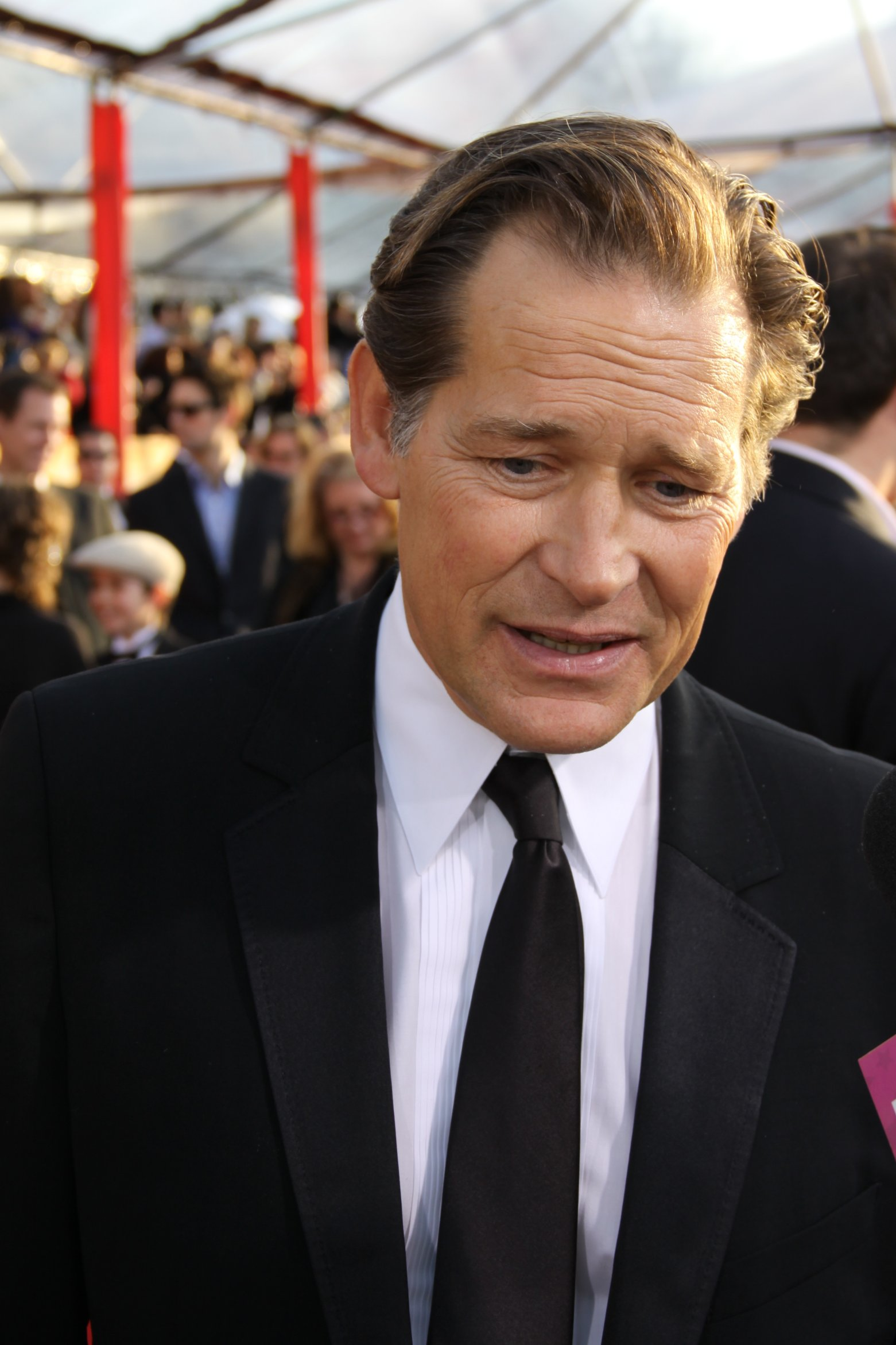
James Remar interprète Harry Morgan
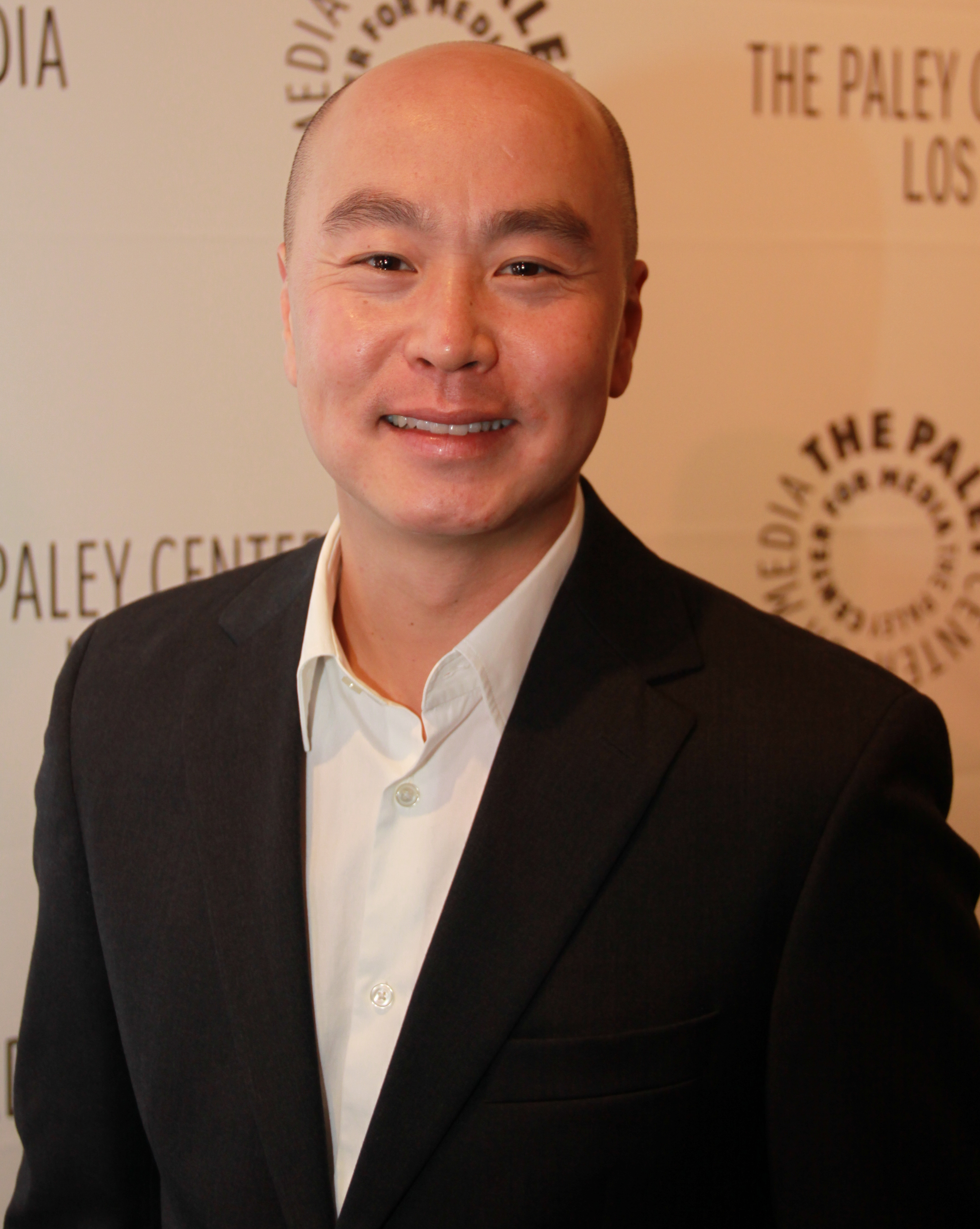
C.S. Lee interprète Vince Masuka
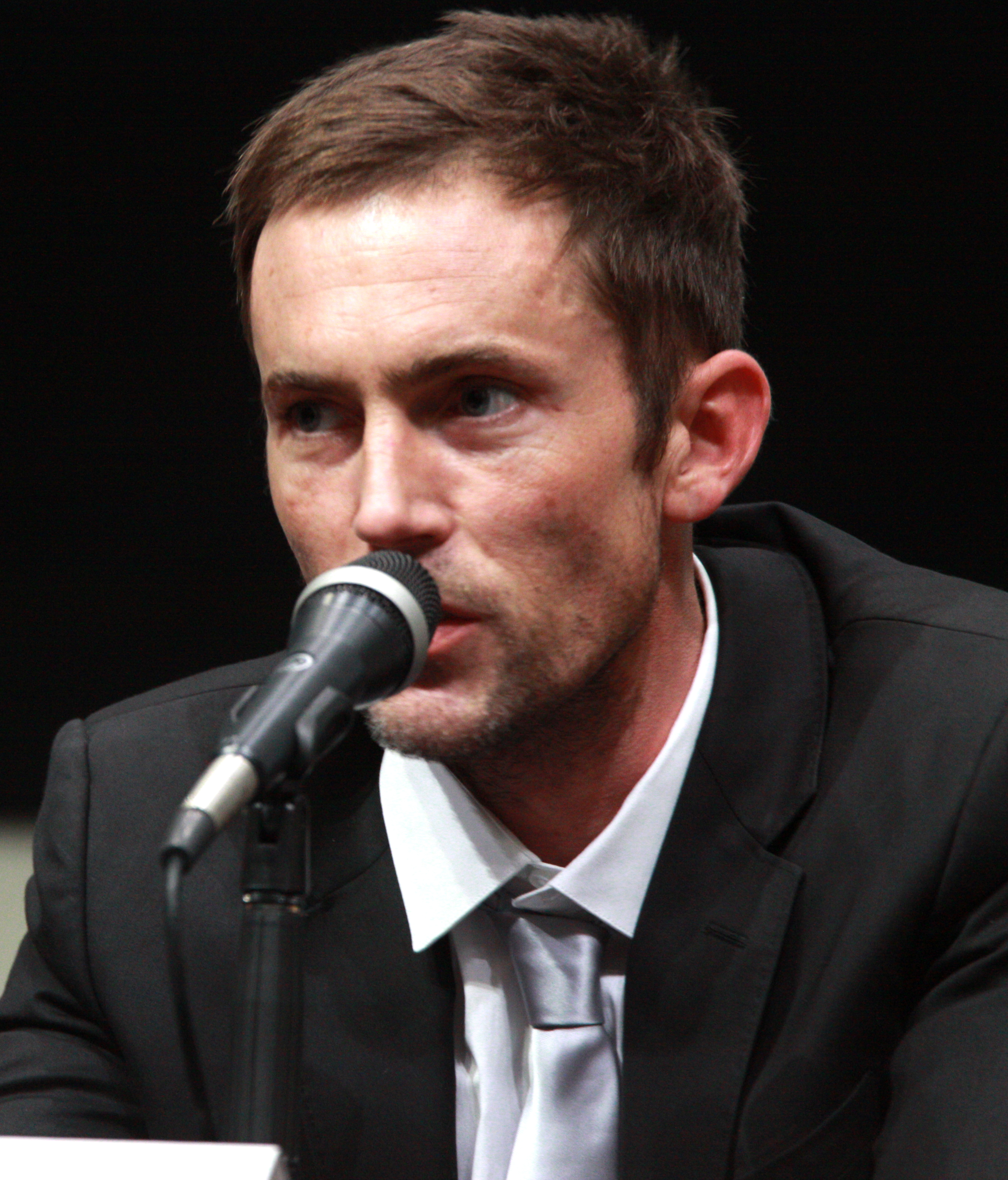
Desmond Harrington interprète Joey Quinn
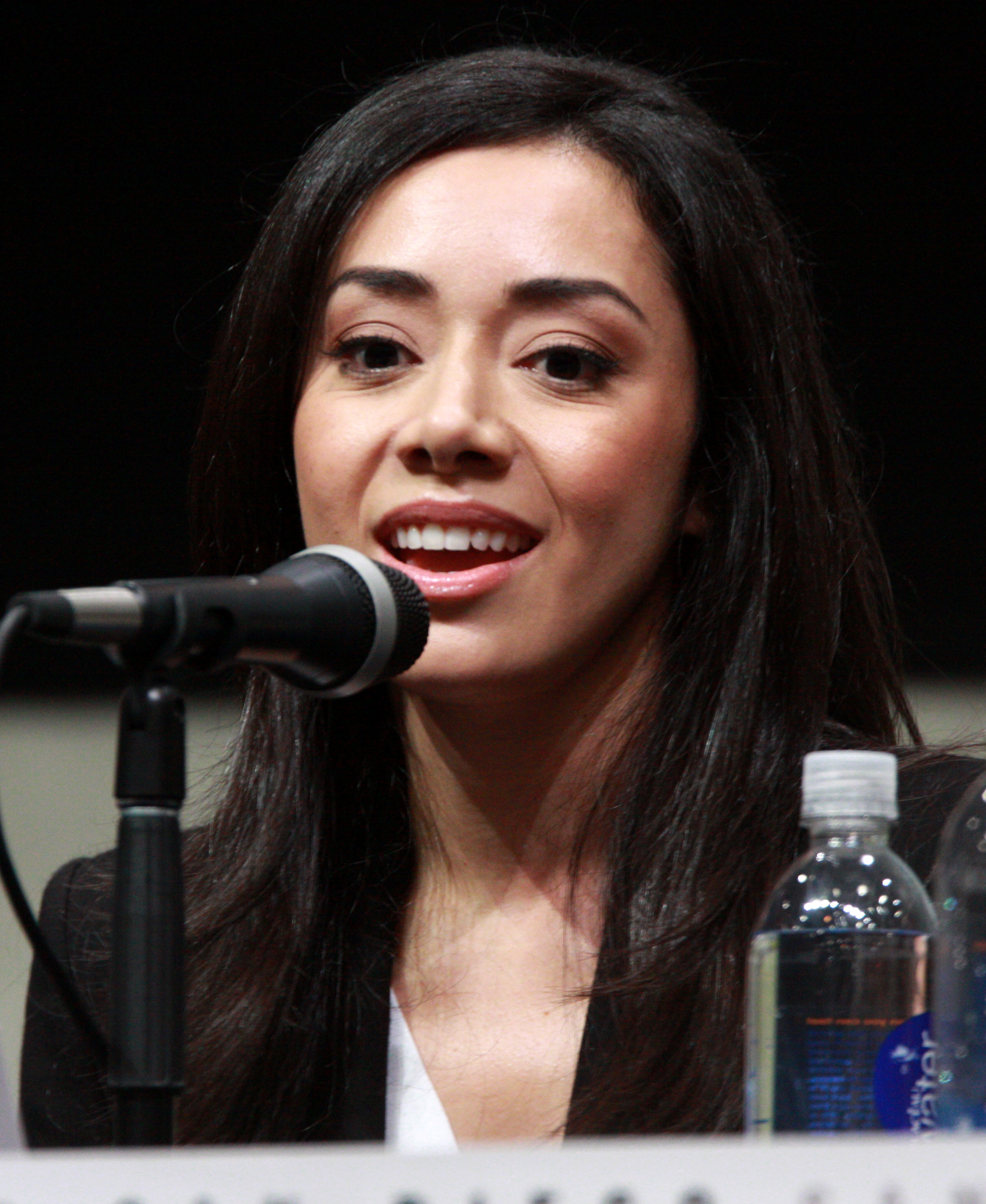
Aimee Garcia interprète Jamie Batista
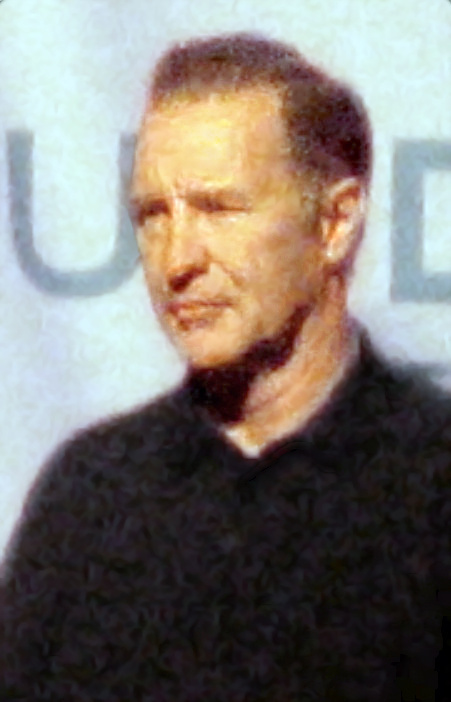
Geoff Pierson interprète Tom Matthews
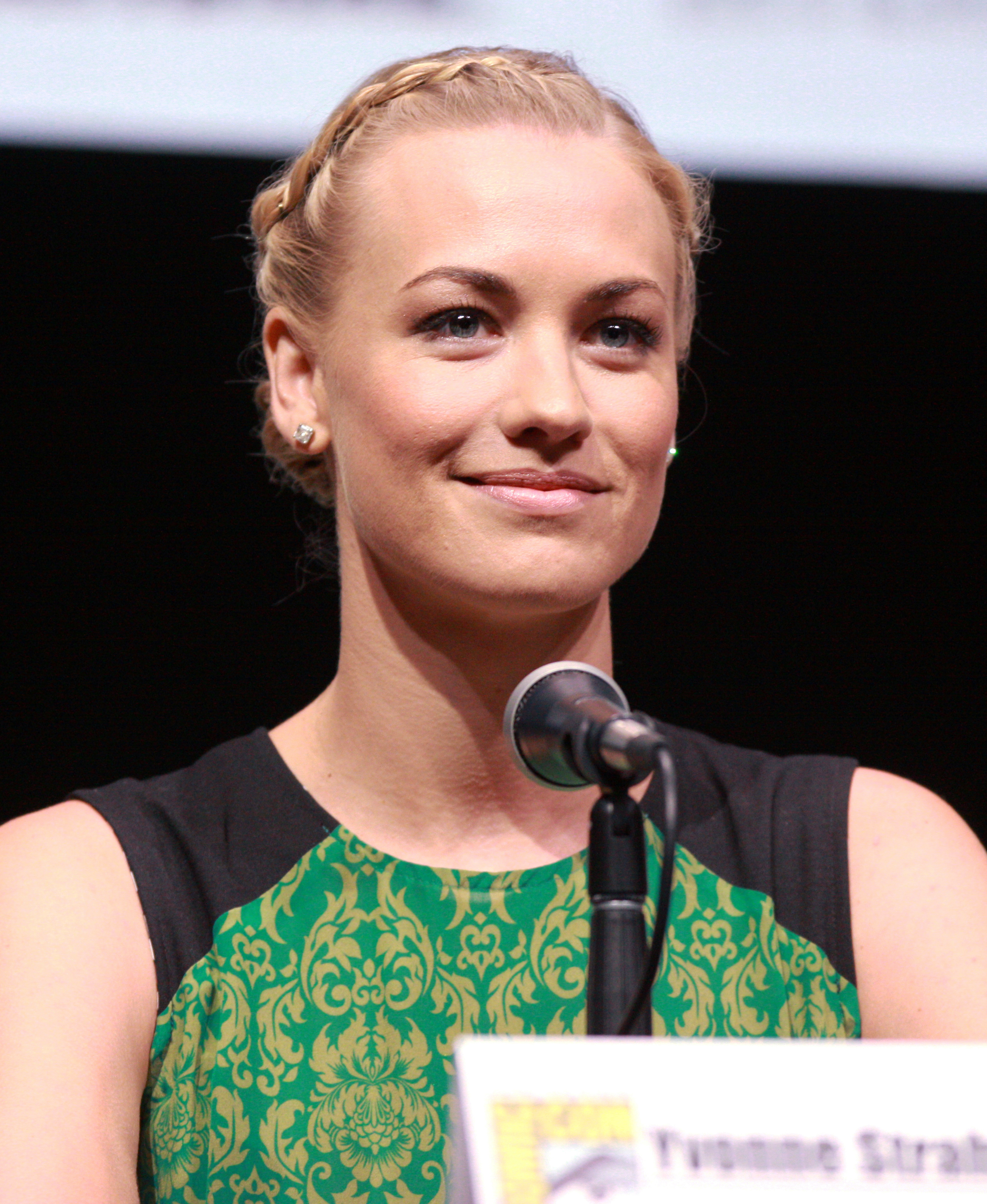
Yvonne Strahovski interprète Hannah McKay
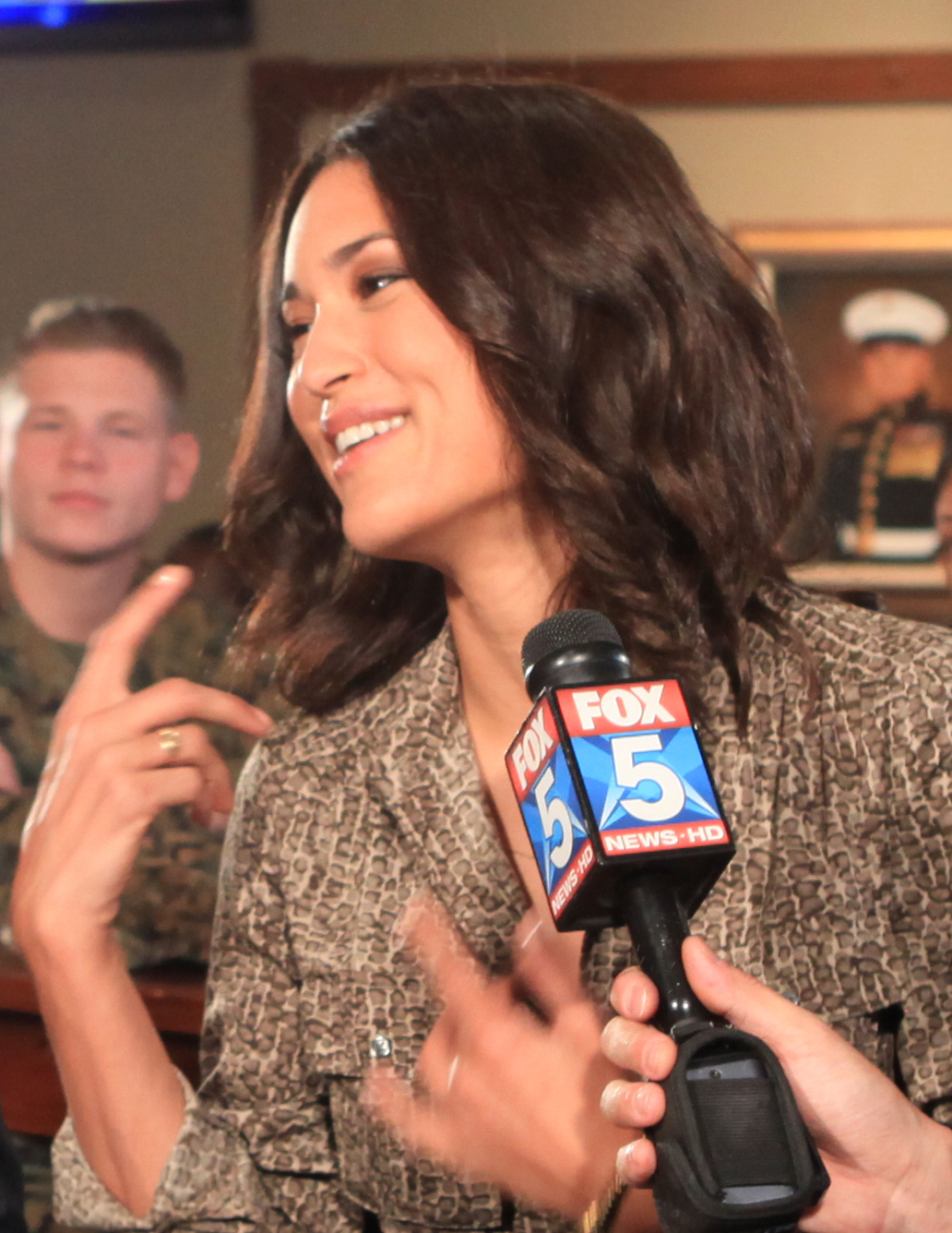
Julia Jones interprète Angela Bishop